# Ceratostylis pleurothallis
Ceratostylis pleurothallis är en orkidéart som först beskrevs av C.S.P.Parish och Heinrich Gustav Reichenbach, och fick sitt nu gällande namn av Gunnar Seidenfaden. Ceratostylis pleurothallis ingår i släktet Ceratostylis och familjen orkidéer. Inga underarter finns listade i Catalogue of Life.

## Bildgalleri

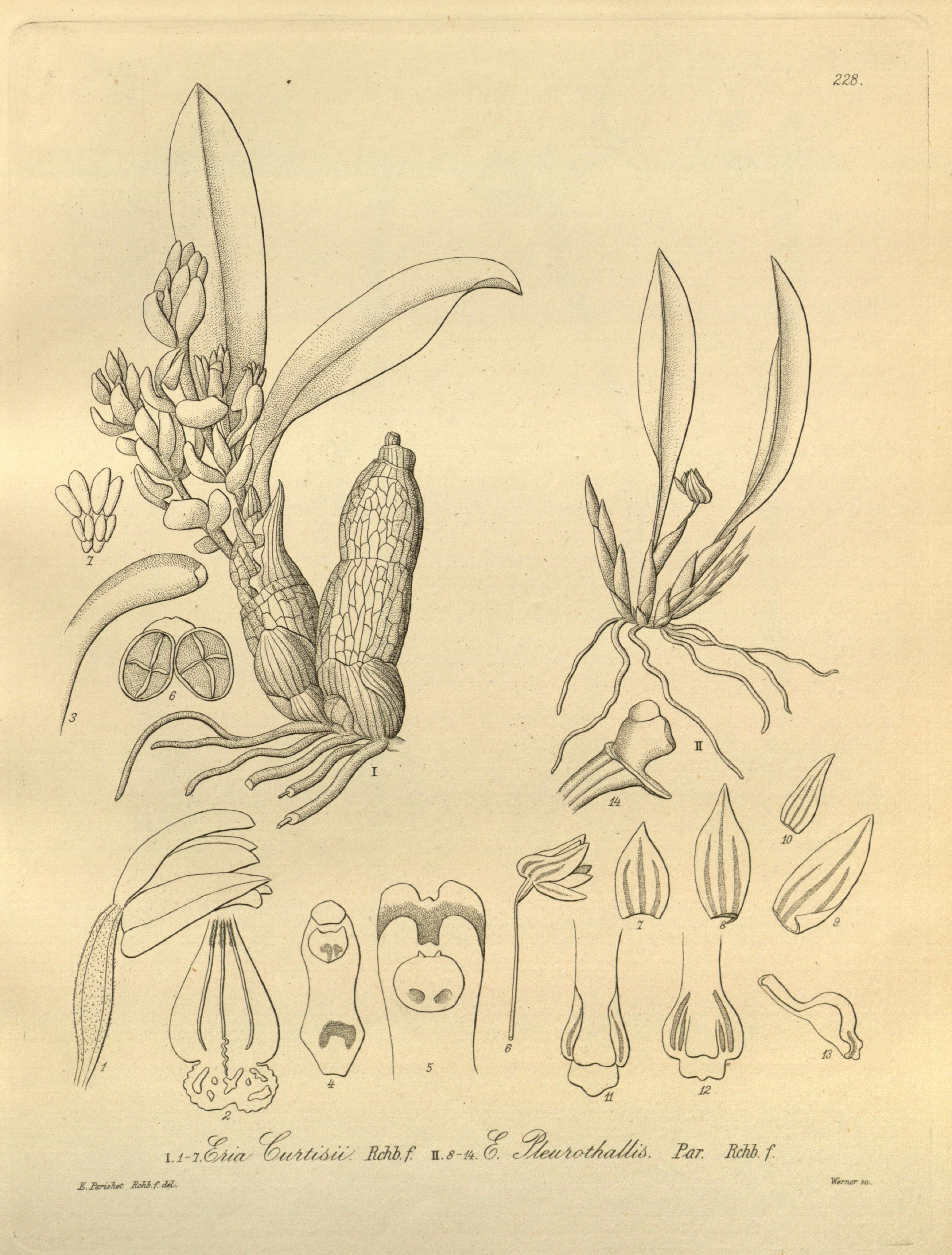